# Poliptih svetega Emidia
Poliptih svetega Emidia (ali poliptih Ascoli Piceno) je slika v temperi in zlatu na lesu (velika približno 290 x 280 cm) Carla Crivellija iz leta 1473 in ga hranijo v stolnici sv. Emidia v mestu Ascoli Piceno, v kapeli Zakramenta. Podpisan je v centralni plošči OPVS KAROLI CRIVELLI VENETI 1473.

## Zgodovina
V splošni razpršitvi Crivellijevih del, Ascolijev poliptih, ki ga je naročil škof Prospero Caffarelli, ni bil nikoli odstranjen iz stolnicle, saj je bil tam postavljen leta 1473, ostal je nedotaknjen tako v celotnih tablah kot v okvirju.
Poliptih je od svojih začetkov ostal na mestu, za katerega je bil naročen oziroma zelo malo premaknjen. Postavljen do leta 1896 za glavni oltar, uokvirjen s kornimi klopmi iz 15. stoletja, ki so jih izdelali askolanski mojstri, je bil prestavljen v kapelo Zakramenta, najprej na levo steno, nato pa leta 1966 na zadnjo steno. Iz tega mesta je izšel šele med letoma 1943 in 1945, ko ga je skupaj z drugimi mojstrovinami italijanske umetnosti Pasquale Rotondi najprej prepeljal v Rocca di Sassocorvaro, nato v Vatikan. Razstavljen je bil na treh razstavah, v Anconi leta 1950, v Benetkah leta 1961, v Urbinu leta 1973.
To delo, ki je temeljnega pomena v Crivellijevi umetniški karieri, tako kot skoraj vsa Crivellijeva umetnost, tako v Vasariju kot v najstarejših beneških zgodovinopisnih virih, ni omenjeno. Kasneje so ga podcenjevali Cavalcaselle, Rushforth in Testi, čeprav ga je Amico Ricci povzdignil leta 1834. Šele od sredine 20. stoletja so ga najnovejši kritiki, vključno s Pietrom Zampettijem, Lionellom Venturijem in pred kratkim Ronaldom Lightbownom, osvetlili kakovost in kompleksnost vrednosti, tudi zaradi celovitosti in čitljivosti, tako v slikovnih površinah kot v lesenih dekoracijah.
Prva dokumentirana obnovitvena dela segajo v leto 1891 in jih je izvedel Luigi Bartolucci; leta 1915 je De Bacci Venuti izvedel drugi poseg, pri katerem je med drugim prišlo do integracije zgornjega dela okvirja, ki je bil predhodno reseciran. Poskus kraje desne strani predele, ki se je zgodil leta 1971, je leta 1973 pripeljal do kasnejše obnove, ki sta jo opravila Anna in Martino Oberto. Med letoma 2020 in 2021 je Rossana Allegri izvedla čiščenje, ki je bilo namenjeno predvsem sanaciji in strukturni obnovi okvirjev, ki so bili močno okuženi s žuželkami ksilofagi, ter čiščenju slikovnih plošč, ki pa so bile dobro ohranjene, zahvaljujoč prejšnjemu posegu.

## Opis
Poliptih ima tri registre. V srednjem registru je ustoličena Marija z otrokom (136 x 66) in štirje stranski predelki s svetniki v naravni velikosti: sv. Peter, sv. Janez Krstnik, sv. Emidio in sv. Pavel (vsak 136 x 39 cm). V zgornjem registru je v sredini Pietà (61x64 cm) in štirje stranski polovični svetniki: sv. Katarina Aleksandrijska, sv. Hieronim, sv. Jurij in Sant'Orsola (vsak 65x41). Spodaj predela simulira lok, kjer so blagoslovljajoči Kristus in deset apostolov (skupaj 27 x 280 cm).

### Marija z otrokom
Marija z otrokom sedi na razkošnem marmornem prestolu, klasičnega okusa in okrašena z girlando cvetja in sadja po padovanskih modelih. Kot običajno vzdolž zadnje strani prestola visi fino vezena tkanina, v tem primeru zlata na rdeči podlagi, ki poudarja osrednjo skupino Marije in otroka. Na sliki je v elegantni pozi nasproti svojega sina: eden se nagiba v levo, drugi v desno. Njegova fizionomija je zožena, začenši z dolgim vratom, ravnim nosom, zelo tankimi in elegantno postavljenimi prsti, medtem ko vleče otroški povoj.
Obleka je zelo bogata, vezena z zlatom in biseri, z reliefnimi okraski, trakovi in tančicami, zdaj prozorna, zdaj z resicami. Tabla je narejena skrbno, brez shematizma, z močno osvetlitvijo, ki abstrahira oblike, zaradi česar so videti kiparske in zaprte v vakuumu, brez atmosfere.
Mehka je inkarnacija Otroka, ki v rokah drži veliko jabolko, kar je aluzija na izvirni greh, ki ga bo s svojim bodočim žrtvovanjem opral. Na stopnici sta podpis umetnika in datum.

### Svetniki osrednjega reda
Stranski svetniki, čeprav so zaprti vsak v svojem okvirju, posredno sodelujejo med seboj, križajo poze in poglede, da bi se izognili ponovitvam. V izjemni pozi, desno od Device, je škof sveti Emidio, mlad in s pogledom obrnjenim v gledalca, drži pastoralno palico in knjigo z okrašeno žametno odejo ter nosi mitro, rokavice z dragulji in predvsem se spoprijeti z vezenjem dvanajstih apostolov na robu, prava slika znotraj slike. Umetnik v svoji figuri ni skoparil z dekoracijo, vključno z reliefnimi učinki, ne da bi pozabil na močno naravno in ekspresivno konotacijo obraza, ki se pojavlja kot pravi portret in ne kot generični tip.
Sveti Peter na levi je prikazan kot starec, ki je nagnjen k branju knjige, s težkimi ključi, ki mu visijo iz zapestja, in s svojo obleko, ki jo je posvetlila izredna zlata osnova. Po drugi strani se upodobitev Janeza Krstnika zdi namerno redka, idealno postavljena v puščavo, kar dokazuje drugačna stopnica iz suhe zemlje in suha drevesa, ki se pojavljajo za njim. Njegova lastna figura je shujšana in bolj tanka roka kot kdaj koli prej, v kateri se ena za drugo razlikujejo tetive in žile, kaže na tradicionalno kartušo »ecce Agnus Dei«, ki jo drži z levo roko, ki podpira tudi križ iz trstike.
Na koncu je na desni sveti Pavel prepoznaven po atributu velikega meča, ki ga drži obrnjenega proti tlom, z drugo roko pa drži odprto knjigo, obrnjeno proti gledalcu, v kateri so berljive nekatere besede. Njegov tričetrtinski obraz je še posebej izrazit in ponovno močno okarakteriziran individualno, z velikim nosom, prostranim čelom, budnimi očmi. Njegova noga, tako kot noga drugih svetnikov, vendar bolj poudarjeno, presega prostor stopnice in se projicira proti gledalcu: iluzorni učinek, ki ga je uporabil že Mantegna, ki ga je Crivelli razvil tudi v drugih kasnejših delih.

### Pietàin zgornji register
Pietà iz Ascoli Picena označuje opazen napredek teme, tako pogoste v Crivellijevi umetnosti, v smislu kompozicijske kohezije in dramatike. Crivelli je po navdihu Donatella in morda kompozicije Pietà Giovannija Bellinija zaprl figure okoli Kristusovega mrtvega telesa in tako zbližal obraze kot še nikoli doslej, da bi ustvaril močno sentimentalno napetost. Pravzaprav starejša Marija potiska svoj obraz z očmi, rdečimi od solz, dokler ne pride v stik s sinom, na drugi strani ji odmeva Janez apostol. Njihovi izrazi solz so med najbolj prepričljivimi v italijanski umetnosti 15. stoletja.
Bolj brezbrižna je Magdalena, ki drži Kristusovo roko, kot da bi si želela pregledati globoko rano na nohtu, obrne glavo naprej in kaže razcep las. Tako kot v Pietà Montefiore dell'Asa so dramatični učinki poudarjeni s surovim realizmom v golem Kristusovem trupu: od globine ran, do šopov dlak na bradavicah, od ostrih trnov, ki prebadajo čelo, na smrtonosno bledico.
Za svetnike zgornjega registra, pol naravne velikosti, veljajo enaki premisleki kot spodaj. Kjer Katarina dvigne pogled proti nebu, ji odmeva Hieronim, ki ga namesto tega spusti in pogleda model cerkve, ki jo drži v roki.

### Predela
Kristus blagoslovljajoč v središču predele je v položaju Salvator Mundi (Odrešenik sveta) z zemeljskim globusom v roki. Tako kot v tistem iz leta 1472 tudi Jezus nekoliko odkloni svoj pogled in se izogne pretirano hieratični fiksnosti. Pri apostolih ob straneh je nemir različnih izrazov in kretenj, ki v nekaterih primerih postanejo groteskne in jih je treba brati v parih. Na Kristusovih straneh se zdi, da se Peter in Pavel ukvarjata z disertacijo na temo knjige, ki jo Pavel bere, pri čemer dvigne prosto roko in kazalec, medtem ko mu Peter odmeva s kretnjo govorca in njegovim pogledom.
Na skrajni levi je zelo lep mladi apostol s črno čelado, ki se zdi, da ga prevzame bes, ki ga navdihuje branje knjige z rdečo odejo, ki jo drži z energično kretnjo roke; na svoji strani ga sveti Matej ignorira, namesto da ga prebere knjigo, ki jo drži odprto pred seboj, tako da obrne glavo, da pokaže svojega duhovnika, popolnoma izoliranega od tistih okoli sebe.
Zdi se, da se Andrej in Jakob prepirata tako živahno, da se zdi, da Andrej grozi z dvignjeno pestjo, Jakob pa je ogorčen, se nasmehne z usti in zloži knjigo na prsih, kot bi si želel parirati. Na drugi strani se zdi groteskno izraz drugega svetnika z palico, morda Jakoba mlajšega, ki dvigne roko in skloni glavo, kot da bi molil, morda prestrašen noža, s katerim sveti Bartolomej vihti na levi strani; slednji ima grozeče odtujen obraz, z orlovim nosom, poudarjenim s pozo v profilu, in odprtimi usti v grimasi.
Zelo izvirna se zdi poza apostola, ki odvije papirus, morda sv. Janez, ki je upodobljen od zadaj v profilu perdu; poleg njega drug apostol s knjigo komplementarno ureja svojo glavo in doprsni kip.